# Sainte-Reine (Haute-Saône)
Sainte-Reine is een gemeente in het Franse departement Haute-Saône (regio Bourgogne-Franche-Comté) en telt 35 inwoners (2011). De plaats maakt deel uit van het arrondissement Vesoul.

## Geografie
De oppervlakte van Sainte-Reine bedraagt 6,8 km², de bevolkingsdichtheid is dus 5,1 inwoners per km².
De onderstaande kaart toont de ligging van Sainte-Reine (Haute-Saône) met de belangrijkste infrastructuur en aangrenzende gemeenten.

## Demografie
Onderstaande figuur toont het verloop van het inwonertal (bron: INSEE-tellingen).